# Phyllocnistis toparcha
Phyllocnistis toparcha là một loài bướm đêm thuộc họ Gracillariidae, known from Honshū, Nhật Bản, và Tamil Nadu, Ấn Độ. Ấu trùng ăn Vitis vinifera.